# Aspitates aberrata
Aspitates aberrata là một loài bướm đêm thuộc họ Geometridae. Nó được tìm thấy ở miền bắc Minnesota phía bắc and về phía tây ngang qua miền nam Manitoba đến miền tây Alberta và khu vực sông Peace River của British Columbia. The habitat consists of open aspen parklands and low elevation grasslands.
Sải cánh dài 27–36 mm.
Có một lứa một năm con trưởng thành bay from giữa tháng 5 to giữa tháng 7.

## Phụ loài
- Aspitates aberrata aberrata (Alberta)
- Aspitates aberrata assiniboiarus Munroe, 1963 (miền đông Alberta, Saskatchewan, Manitoba)